# Orkiestra Dęta Katowice
Orkiestra Dęta Katowice – amatorski, dęty zespół instrumentalny działający przy MDK Bogucice-Zawodzie w Katowicach. 

## Historia i teraźniejszość
Orkiestra powstała w roku 1934 z inicjatywy ówczesnego dyrektora KWK Katowice, Mariana Zajączkowskiego. W roku założenia jej członkami było 26 górników. W 1976 roku orkiestrę przejął Stefan Łebek, który jest kapelmistrzem do chwili obecnej. Pod jego kierownictwem Orkiestra uczestniczy w wielu uroczystościach państwowych i kościelnych, a także uświetnia festyny i imprezy na Śląsku. Orkiestra gra przed każdym meczem reprezentacji Polski na Stadionie Śląskim. Tradycją orkiestry są coroczne koncerty jesienne i wiosenne odbywające się w sali widowiskowej MDK Bogucice-Zawodzie w Katowicach. W chwili obecnej dyrygentem orkiestry jest Damian Łebek.

## Nowe projekty orkiestry
W listopadzie 2014 roku zespół brał udział w projekcie teatralno-muzycznym „Witom_Żegnom” w reżyserii R. Brzyka, odbywającym się w ramach konkursu Interpretacje w Centrum Kultury Katowice im. Krystyny Bochenek. W czerwcu 2016 roku orkiestra była członkiem zespołu, który zakończył święto Szklaku Zabytków Industriada w ramach projektu RASA. Pieśni antracytu.

## Wyróżnienia
- Nagroda Prezydenta Miasta Katowice w dziedzinie kultury dla kapelmistrza Stefana Łebka – 2014